# Караїчне (Чугуївський район)
Кара̀їчне — село в Україні, у Вовчанській міській громаді Чугуївського району Харківської області. Населення становить 232 особи. Входить до Волохівського старостинського округу.

## Географія
Село Караїчне розташоване на лівому березі річки Вовчої, примикає до села Волохівка, лежить на схилі яру, по якому протікає одноіменна річка.

## Назва
Коли в селі Бочкове селитися стало ніде, люди стали переселятися за річку — так виникло село Зарічка в середині XIX століття. На початку XX століття його перейменували в Караїчне — від дерева караїч (в'яз або берест)

## Історія
Село засноване в 1690 році.
За даними на 1864 рік у козачому хуторі Кораїчний мешкало 700 осіб (220 чоловіків та 480 жінок), налічувалось 78 дворових господарств.
12 червня 2020 року, відповідно до Розпорядження Кабінету Міністрів України  № 725-р «Про визначення адміністративних центрів та затвердження територій територіальних громад Харківської області», увійшло до складу Вовчанської міської громади.
19 липня 2020 року, в результаті адміністративно-територіальної реформи та ліквідації Вовчанського району, село увійшло до складу Чугуївського району.

## Відомі люди
Уродженцем села є Сабельников Федір Сидорович (1908—1947) — Герой Радянського Союзу.